# جيك سبيت
جيك سبيت (بالإنجليزية: Jake Speight)‏ هو لاعب كرة قدم بريطاني في مركز الهجوم، ولد في 28 سبتمبر 1985 في شفيلد في المملكة المتحدة. لعب مع برادفورد سيتي وبورت فايل وشيفيلد يونايتد ونادي بوري ونادي ريكسهام ونادي سكاربورو ونادي مانسفيلد تاون ونادي هاروجيت تاون.

## وصلات خارجية
- جيك سبيت على موقع قاعدة بيانات كرة القدم.إي يو (الإنجليزية)
- جيك سبيت على موقع Soccerbase.com (لاعب) (الإنجليزية)
- جيك سبيت على موقع Soccerway.com (الإنجليزية)